# Grand Prix Formule 1 van België 2000
De Grand Prix Formule 1 van België 2000 werd gehouden op 27 augustus 2000 op Spa-Francorchamps in Spa.

## Kwalificatie
Een verrassende kwalificatie met Mika Häkkinen op pole-position en net als in Monaco wist Jarno Trulli zich op de tweede plaats te plaatsen, voor een eveneens verrassend snelle Jenson Button in de Williams.
Michael Schumacher had de vierde startplaats.

## Race
Voor de race had het geregend en de baan lag er nog nat bij tijdens de start,  de wedstrijdleiding besloot de race -net als in 1997- te laten starten achter de safety-car  om te voorkomen dat er weer ongelukken zouden gebeuren zoals in 1998.
De safety-car voerde een aantal ronden het veld aan  en daarna wist Michael Schumacher zich naar de tweede plaats op te werken toen Jarno Trulli en Jenson Button in La Source met elkaar botsten.
De baan begon langzaam op te drogen en toen Jean Alesi in zijn Prost als eerste gokte door slicks te nemen bleek hij al gauw de snelste man op de baan,  dus werd het tijd voor de rest om ook naar binnen te gaan voor ander rubber.
Mika Häkkinen maakte vervolgens een foutje en spinde in Stavelot,  waardoor Michael Schumacher de leiding kon overnemen en langzaam een voorsprong op kon bouwen ten opzichte van de Fin.
Tijdens de pitstop liet Häkkinen iets veranderen aan de afstelling van de voorvleugel en langzaam maar zeker begon hij in te lopen op Schumacher, die met iets meer downforce reed en daarmee wat snelheid tekortkwam op de lange rechte stukken.
In de slotfase was duidelijk te zien dat Häkkinen in het lange snelle stuk tussen La Source, Eau Rouge en Les Combes  veel sneller was dan Schumacher.  Hier probeerde Mika ook zijn eerste poging om de Duitser in te halen, maar deze gooide succesvol de deur dicht.
Een ronde later naderden de twee leiders achterblijver Ricardo Zonta op het rechte stuk.  Mika Häkkinen was beduidend sneller en zag zijn kans schoon om Schumacher te passeren,  dit deed hij door aan de rechterkant voorbij Zonta te gaan,  terwijl Schumacher dit via links deed.  De Duitser werd verrast en Häkkinen nam de leiding om deze in de laatste ronden niet meer af te staan.

## Uitslag
| Pos. | Nr. | Coureur               | Constructeur       | Rondes | Tijd / Oorzaak uitval | Grid | Punten |
| ---- | --- | --------------------- | ------------------ | ------ | --------------------- | ---- | ------ |
| 1    | 1   | Mika Häkkinen         | McLaren - Mercedes | 44     | 1:28:14.494           | 1    | 10     |
| 2    | 3   | Michael Schumacher    | Scuderia Ferrari   | 44     | +1.104                | 4    | 6      |
| 3    | 9   | Ralf Schumacher       | Williams-BMW       | 44     | +38.096               | 6    | 4      |
| 4    | 2   | David Coulthard       | McLaren - Mercedes | 44     | +43.281               | 5    | 3      |
| 5    | 10  | Jenson Button         | Williams-BMW       | 44     | +49.914               | 3    | 2      |
| 6    | 5   | Heinz-Harald Frentzen | Jordan-Mugen-Honda | 44     | +55.984               | 8    | 1      |
| 7    | 22  | Jacques Villeneuve    | BAR-Honda          | 44     | +1:12.380             | 7    |        |
| 8    | 8   | Johnny Herbert        | Jaguar Racing      | 44     | +1:27.808             | 9    |        |
| 9    | 17  | Mika Salo             | Sauber - Petronas  | 44     | +1:28:670             | 18   |        |
| 10   | 7   | Eddie Irvine          | Jaguar Racing      | 44     | +1:31.555             | 12   |        |
| 11   | 16  | Pedro Diniz           | Sauber - Petronas  | 44     | +1:34.123             | 15   |        |
| 12   | 23  | Ricardo Zonta         | BAR-Honda          | 43     | +1 Ronde              | 13   |        |
| 13   | 12  | Alexander Wurz        | Benetton Formula   | 43     | +1 Ronde              | 19   |        |
| 14   | 20  | Marc Gené             | Minardi            | 43     | +1 Ronde              | 21   |        |
| 15   | 19  | Jos Verstappen        | Arrows - Supertec  | 43     | +1 Ronde              | 20   |        |
| 16   | 18  | Pedro de la Rosa      | Arrows - Supertec  | 42     | +2 Rondes             | 16   |        |
| 17   | 21  | Gaston Mazzacane      | Minardi            | 42     | +2 Rondes             | 22   |        |
| DNF  | 4   | Rubens Barrichello    | Scuderia Ferrari   | 32     | Benzinedruk           | 10   |        |
| DNF  | 14  | Jean Alesi            | Prost Grand Prix   | 32     | Benzinedruk           | 17   |        |
| DNF  | 15  | Nick Heidfeld         | Prost Grand Prix   | 12     | Motor                 | 14   |        |
| DNF  | 11  | Giancarlo Fisichella  | Benetton Formula   | 8      | Elektrisch            | 11   |        |
| DNF  | 6   | Jarno Trulli          | Jordan-Mugen-Honda | 4      | Botsing               | 2    |        |

## Wetenswaardigheden
- Laatste Pole Position: Mika Häkkinen

## Statistieken
| Snelste ronde | Rubens Barrichello | Scuderia Ferrari | 1:53.803 |

1925 · 1930 · 1931 · 1933 · 1934 · 1935 · 1937 · 1939 · 1947 · 1949 · 1950 · 1951 · 1952 · 1953 · 1954 · 1955 · 1956 · 1958 · 1960 · 1961 · 1962 · 1963 · 1964 · 1965 · 1966 · 1967 · 1968 · 1970 · 1972 · 1973 · 1974 · 1975 · 1976 · 1977 · 1978 · 1979 · 1980 · 1981 · 1982 · 1983 · 1984 · 1985 · 1986 · 1987 · 1988 · 1989 · 1990 · 1991 · 1992 · 1993 · 1994 · 1995 · 1996 · 1997 · 1998 · 1999 · 2000 · 2001 · 2002 · 2004 · 2005 · 2007 · 2008 · 2009 · 2010 · 2011 · 2012 · 2013 · 2014 · 2015 · 2016 · 2017 · 2018 · 2019 · 2020 · 2021 · 2022 · 2023 · 2024 · 2025 · 2026 · 2027 · 2029 · 2031